# Edwin Harris Dunning
Le Squadron Commander Edwin Harris Dunning, DSC (17 juillet 1892 – 7 août 1917), était un pionnier de l'aviation militaire britannique, pilote d’avion dans le Royal Naval Air Service de la marine (Royal Navy). Il est célèbre pour avoir été le premier pilote à poser un avion sur un porte-avions en marche. Il s’est tué cinq jours plus tard lors d’une autre tentative.

## Biographie
Dunning est né en Afrique du Sud le 17 juillet 1892.

### Une première mondiale

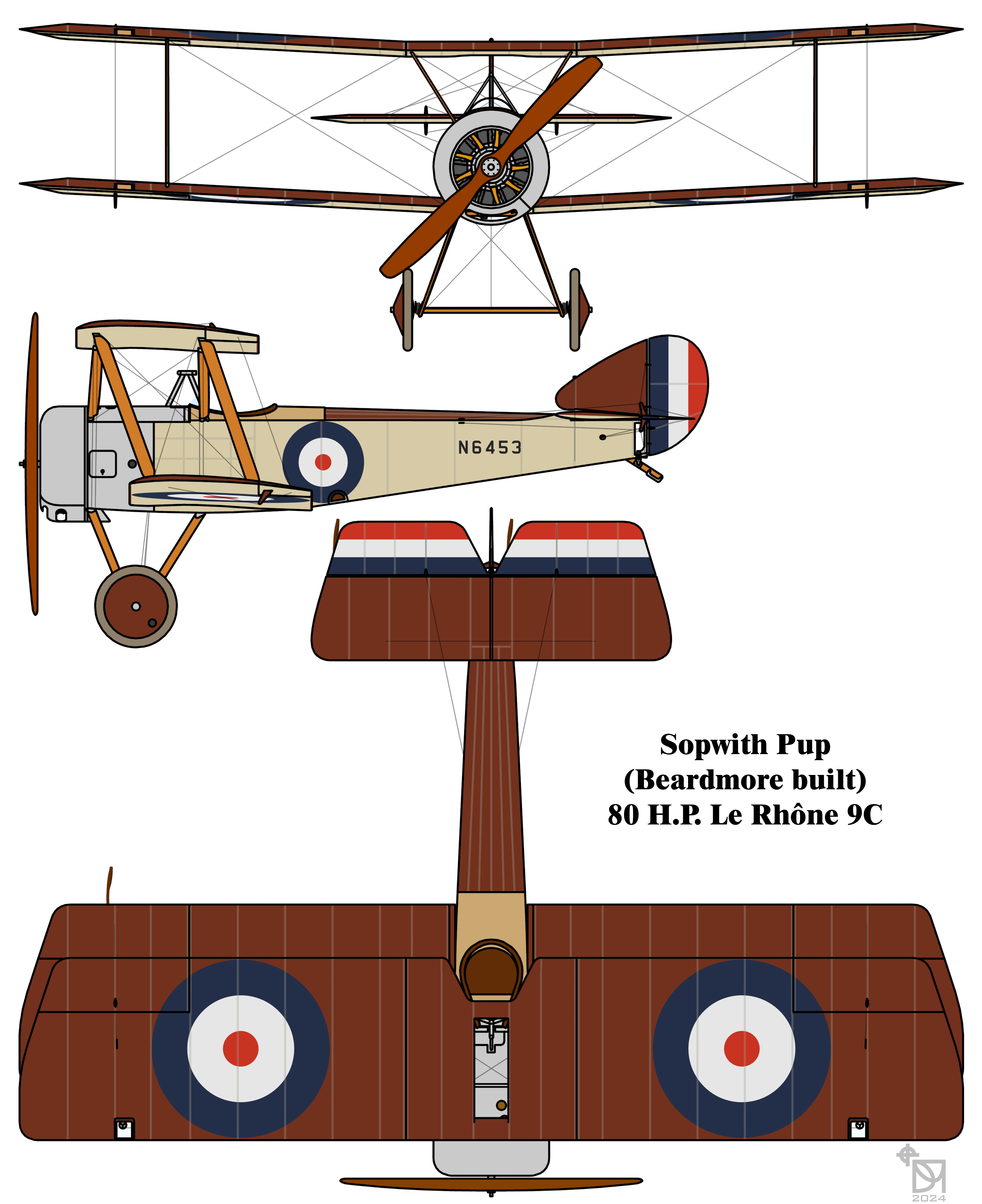

Le 2 août 1917, dans la rade de Scapa Flow, dans les îles Orkney, le commandant de flottille Dunning réussit le premier appontage sur le HMS Furious, un des premiers porte-avions du monde. Il pilotait un avion de chasse biplan Sopwith Pup. À cette époque, seule la partie avant du bâtiment était utilisée comme pont d’envol de 61 mètres de longueur. Tandis que le HMS Furious avançait vent debout, Dunning se présenta pour l’appontage, mais il devait contourner la passerelle et la cheminée avant d’atterrir. Lorsqu’il fut à la verticale du pont d’envol, il coupa les gaz. Il fut aidé lors de la phase finale par une équipe au sol, qui saisit l’appareil et l’immobilisa.

### Accident mortel
Dunning effectua un second essai cinq jours plus tard, le 7 août. Il était certain de pouvoir se poser complètement sans aide. Il donna l’ordre que l’équipe au sol ne touche pas l’avion avant qu’il ne soit totalement immobilisé. Mais un pneu éclata en touchant le pont, ce qui fit faire à l’appareil une embardée sur le côté. Il bascula par-dessus bord, tomba à l’eau et coula. Dunning mourut noyé avant qu’on puisse lui porter secours. En effet, il ne portait pas de matériel de flottaison, ce qui lui aurait probablement sauvé la vie.
Après cet accident mortel, on construisit un pont à l’arrière de la passerelle du HMS Furious, avec des câbles tendus longitudinalement, et d’autres en travers comme dans le système d’arrêt de Eugene Ely en 1911. Des crochets fixés à l’essieu du train d’atterrissage des avions s’engageaient dans les câbles longitudinaux, afin d’éviter que l’appareil ne dévie ainsi que cela s’était produit pour Dunning. Mais le système était très dangereux, et ne fut utilisé que pour trois appontages.